# Alexandru Dedov
Alexandru Dedov (Chișinău, 26 luglio 1989) è un calciatore moldavo, centrocampista svincolato.

## Carriera

### Nazionale
Debutta con la nazionale moldava il 15 agosto 2012 nell'amichevole contro l'Albania. Il primo gol in Nazionale arriva il 14 agosto 2013 nell'amichevole pareggiata 1-1 contro Andorra.

## Palmarès

### Club

#### Competizioni nazionali
- Campionato lettone: 2

Ventspils: 2007, 2008
- Coppa di Lettonia: 1

Ventspils: 2007
- Campionato moldavo: 3

Dacia Chișinău: 2010-2011
Sheriff Tiraspol: 2011-2012, 2012-2013
- Supercoppa di Moldavia: 1

Zimbru Chișinău: 2014

#### Competizioni internazionali
- Baltic League: 1

Ventspils: 2009-2010

### Individuale
- Capocannoniere del campionato moldavo: 1

2022-2023 (8 reti)